# Surgical Steel (album)
Albums de Carcass
Swansong
(1996)
Surgical Steel est le sixième album studio du groupe de death metal anglais Carcass paru le 13 septembre 2013 en Europe, le 16 septembre 2013 au Royaume-Uni et le 17 septembre 2013 aux États-Unis.
C'est le premier album du groupe depuis Swansong, paru en 1996, ainsi que le premier album du groupe avec le batteur Daniel Wilding.

## Liste des titres[1]
| No  | Titre                                   | Durée |
| --- | --------------------------------------- | ----- |
| 1.  | 1985                                    | 1:15  |
| 2.  | Thrasher's Abattoir                     | 1:50  |
| 3.  | Cadaver Pouch Conveyor System           | 4:02  |
| 4.  | A Congealed Clot of Blood               | 4:14  |
| 5.  | The Master Butcher's Apron              | 4:01  |
| 6.  | Noncompliance to ASTM F 899-12 Standard | 6:07  |
| 7.  | The Granulating Dark Satanic Mills      | 4:10  |
| 8.  | Unfit for Human Consumption             | 4:25  |
| 9.  | 316L Grade Surgical Steel               | 5:20  |
| 10. | Captive Bolt Pistol                     | 3:17  |
| 11. | Mount of Execution                      | 8:25  |

| 12. | Intensive Battery Brooding | 4:43 |

| 12. | A Wraith in the Apparatus  | 3:30 |
| 13. | Intensive Battery Brooding | 4:46 |

## Composition du groupe
- Jeff Walker - Chant, basse et paroles
- Bill Steer - Chant et guitare
- Daniel Wilding - Batterie

## Musiciens additionnels
- Ken Owen - Chant
- Chris Gardner - Chant
- Wirral Area Ragers - Chant

## Membres additionnels
- Colin Richardson - Production.
- Andy Sneap - Mastering et mixage audio.
- Carl Brown - Ingénieur du son.
- Rob Kimura - Artwork.
- Ian Tilton - Photographie.
- Adrian Erlandsson - Photos du groupe[2].